# Байрамов, Мульки
Мульки Байра́мов (баш. Мүлке Байрамов; 30 октября [12 ноября] 1909 года — 11 июня 1965 года) — участник Великой Отечественной войны, командир 2-го эскадрона 60-го гвардейского кавалерийского полка 16-й гвардейской кавалерийской дивизии, сформированной в декабре 1941 года в городе Уфе, как 112-я Башкирская кавалерийская дивизия, 7-го гвардейского кавалерийского корпуса 61-й армии Центрального фронта, Герой Советского Союза (15.01.1944), гвардии старший лейтенант. Герой Туркменистана.

## Биография
Родился 30 октября (12 ноября) 1909 года в селе Мюлюк (ныне — Марыйский этрап Марыйского велаята Туркменистана) в крестьянской семье. Туркмен. Член ВКП(б) с 1942 года.
Окончил неполную среднюю школу в 1930 году и в 1931 году — учительские курсы.
В Красной армии в 1932—1938 годах и с 1941 года. В 1935 году окончил Ташкентское кавалерийское училище. В боях Великой Отечественной войны с января 1943 года.
Командир 2-го эскадрона 60-го гвардейского кавалерийского полка (16-я гвардейская кавалерийская дивизия, 7-й гвардейский кавалерийский корпус, 61-я армия, Центральный фронт) гвардии старший лейтенант Мульки Байрамов в боях с 19 сентября по 2 октября 1943 года показал образцы героизма. Его кавалерийский эскадрон отличился в боях за Березну, Лопатино, совхоз «1 Мая» в Черниговской области Украины. Воины-гвардейцы множество раз отбивали вражеские танковые атаки, уничтожив в рукопашной схватке триста сорок гитлеровских солдат и офицеров.
27 сентября 1943 года при форсировании реки Днепр в районе деревни Нивки Брагинского района Гомельской области Белоруссии гвардии старший лейтенант Байрамов чётко организовал переправу. Эскадрон под его командованием одним из первых переправившись на правый берег Днепра, сразу вступил в бой, уничтожив группу противника, численностью в семьдесят человек, обеспечив переправу других эскадронов 60-го гвардейского кавалерийского полка.
Указом Президиума Верховного Совета СССР «О присвоении звания Героя Советского Союза генералам, офицерскому, сержантскому и рядовому составу Красной Армии» от 15 января 1944 года за «образцовое выполнение боевых заданий командования на фронте борьбы с немецкими захватчиками и проявленными при этом отвагу и геройство» гвардии старшему лейтенанту Байрамову Мульки присвоено звание Героя Советского Союза с вручением ордена Ленина и медали «Золотая Звезда» (№ 2782).
С 1945 года Байрамов М. — в запасе. Жил в городе Мары, где трудился на хозяйственных должностях. Скончался 11 июня 1965 года.

## Награды
- Медаль «Золотая Звезда» Героя Советского Союза (№ 2782)
- Орден Ленина
- Орден Богдана Хмельницкого III степени
- Орден Красной Звезды
- Медали, в том числе:
  - Медаль «За победу над Германией в Великой Отечественной войне 1941—1945 гг.»
  - Юбилейная медаль «Двадцать лет Победы в Великой Отечественной войне 1941—1945 гг.»
- Посмертно удостоен высшей степени отличия Туркмении — звания «Герой Туркменистана».

## Память
Имя М. Байрамова высечено золотыми буквами на мемориальных досках вместе с именами всех 78-и Героев Советского Союза 112-й Башкирской (16-й гвардейской Черниговской) кавалерийской дивизии, установленных в Национальном музее Республики Башкортостан (город Уфа, улица Советская, 14) и в Музее 112-й (16-й гвардейской) Башкирской кавалерийской дивизии (город Уфа, улица Левитана, 27).